# Krawczyki
Krawczyki (deutsch Kraftshagen) ist ein Ort in der polnischen Woiwodschaft Ermland-Masuren. Er gehört zur Gmina Bartoszyce (Landgemeinde Bartenstein) im Powiat Bartoszycki (Kreis Bartenstein (Ostpr.)).

## Geographische Lage
Krawczyki liegt in der nördlichen Mitte der Woiwodschaft Ermland-Masuren, 32 Kilometer südwestlich der früheren und heute auf russischem Staatsgebiet gelegenen Kreisstadt Friedland (russisch Prawdinsk) bzw. acht Kilometer südlich der heutigen Kreismetropole Bartoszyce (deutsch Bartenstein).

## Geschichte

### Ortsgeschichte
Der damals Krafthani genannte Ort wurde 1374 gegründet, als er vom Komtur von Balga die Handfeste erhielt. Es handelte sich um ein großes Gut und ein paar Gehöfte, wobei zum Gut ein großer Parl sowie ein Erbbegräbnis gehörte. Nach 1404 hieß der Ort Krafftshagen, ab 1912 Kraftshagen. Gutsbesitzer waren u. a. die Freiherren von Krafft sowie die Grafen Dönhoff.
Am 11. Juni 1874 wurde Krafftshagen Amtsdorf und damit namensgebend für einen Amtsbezirk im Kreis Friedland (1927 bis 1945 „Kreis Bartenstein“) in der preußischen Provinz Ostpreußen. Innerhalb dieses Amtsbezirks war Krafftshagen – nach 1912 „Kraftshagen“ geschrieben – sowohl als Landgemeinde als auch als Gutsbezirk vertreten. Die Gesamteinwohnerzahl belief sich im Jahre 1910 auf 240, wobei 47 Einwohner zur Landgemeinde und 193 Einwohner zum Gutsbezirk gehörten.
Am 30. September 1928 wurde der Gutsbezirk Kraftshagen in die Landgemeinde überführt. Zwei Jahre später wurde der Amtsbezirk Kraftshagen aufgelöst und das Dorf Kraftshagen in den Amtsbezirk Groß Schwaraunen (polnisch Szwaruny) eingegliedert. Im Jahre 1933 zählte es 504 Einwohner, im Jahre 1939 waren es 536.
Das Gut Kraftshagen umfasste Anfang 1945 einen insgesamt 300 Hektar umfassenden Bereich. 1930/31 war es aufgesiedelt worden.
Als 1945 in Kriegsfolge das gesamte südliche Ostpreußen an Polen fiel, erhielt Kraftshagen die polnische Namensform „Krawczyki“. Heute ist der Ort in die Landgemeinde Bartoszyce (Bartenstein) im Powiat Bartoszycki (Kreis Bartenstein (Ostpr.)) eingegliedert, von 1975 bis 1998 der Woiwodschaft Olsztyn, seither der Woiwodschaft Ermland-Masuren zugehörig. Im Jahre 2021 zählte Krawczyki 233 Einwohner.

### Amtsbezirk Kraftshagen (1874–1930)
Zum Amtsbezirk Kraftshagen gehörten anfangs drei Kommunen, am Ende war es nur noch die Gemeinde Kraftshagen selbst, die dann dem Amtsbezirk Groß Schwaraunen (polnisch Szwaruny) zugeordnet wurde.
| Deutscher Name             | Polnischer Name | Anmerkungen                                          |
| -------------------------- | --------------- | ---------------------------------------------------- |
| Klein Schwaraunen          | Szwarunki       | 1928 in die Landgemeinde Kraftshagen eingegliedert   |
| Kraftshagen (Landgemeinde) | Szwaruny        | 1930 in den Amtsbezirk Groß Schwaraunen umgegliedert |
| Kraftshagen (Gutsbezirk)   |                 | 1928 in die Landgemeinde Kraftshagen eingegliedert   |

## Religion
Christentum
Bis 1945 war Kraftshagen in die evangelische Kirche Gallingen (polnisch Galiny) in der Kirchenprovinz Ostpreußen der Kirche der Altpreußischen Union, außerdem in die römisch-katholische Kirche St. Bruno in Bartenstein im damaligen Bistum Ermland eingepfarrt.
Krawczyki gehört jetzt katholischerseits zur Pfarrei Mariä Himmelfahrt in Galiny im jetzigen Erzbistum Ermland, evangelischerseits zur Kirchengemeinde in Bartoszyce, einer Filialgemeinde der Johanneskirche in Kętrzyn (Rastenburg) in der Diözese Masuren der Evangelisch-Augsburgischen Kirche in Polen.

## Verkehr
Krawczyki liegt südlich der polnischen Landesstraße 51, der ehemaligen deutschen Reichsstraße 142, und ist über den Abzweig Osieka (Hermenhagen) auf direktem Wege zu erreichen. Eine Bahnanbindung besteht nicht.

## Persönlichkeit

### Aus dem Ort gebürtig
- August von Krafft (* 21. August 1782 auf Krafftshagen), preußischer Generalleutnant († 1855)
- Karl Lebrecht Friedrich von Krafft (* 19. Januar 1784 auf Krafftshagen), preußischer Generalleutnant († 1857)

### Mit dem Ort verbunden
- Hans Wilhelm von Kanitz (1692–1775), preußischer Gutsbesitzer, Offizier, zul. Generalleutnant, verstarb in Krafftshagen